# Mönchstraße 23 (Stralsund)
Das Gebäude Mönchstraße 23 in Stralsund ist ein denkmalgeschütztes Bauwerk in der Mönchstraße.

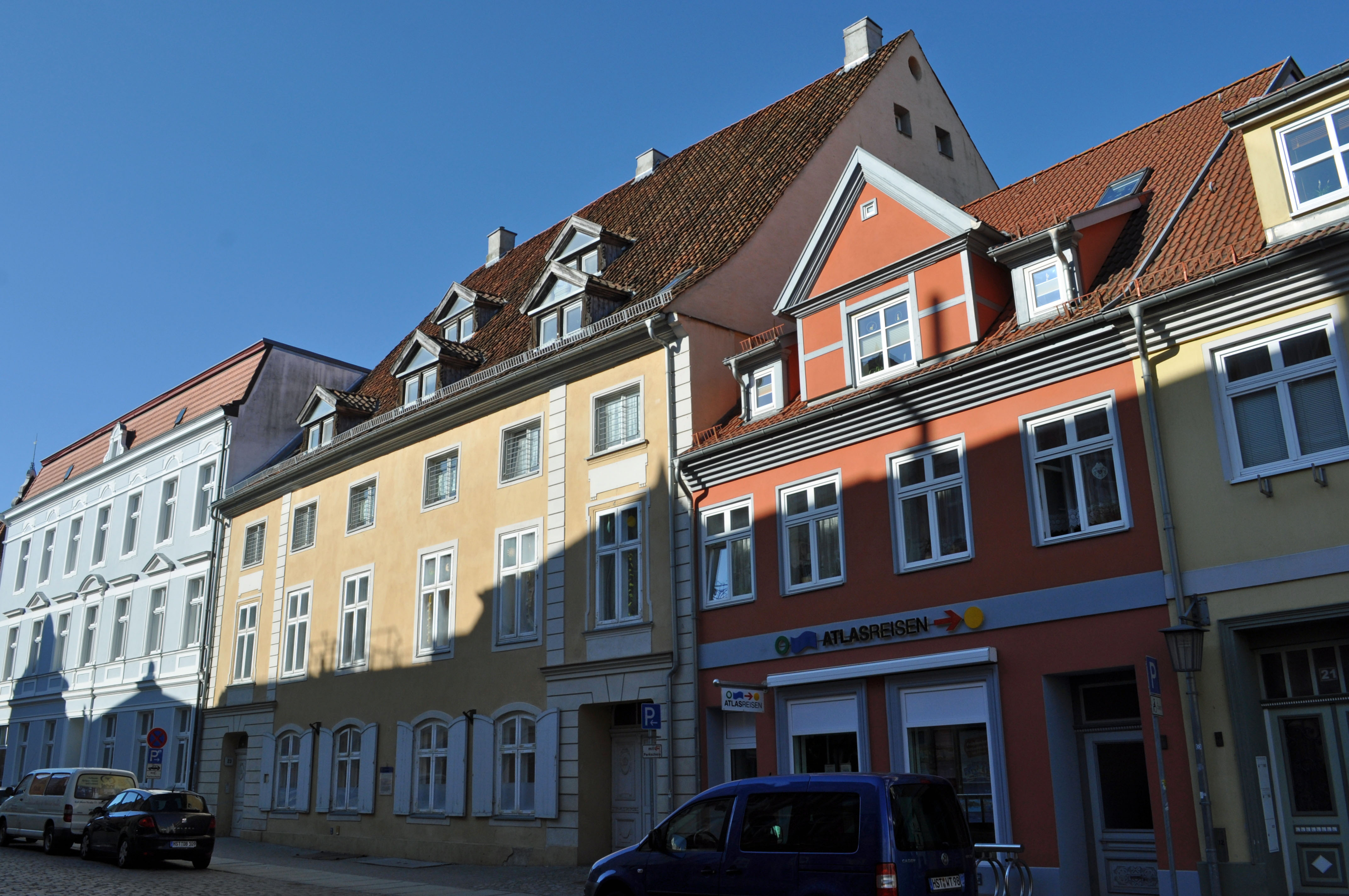
Haus Mönchstraße 23 in Stralsund (2012)

Das zweieinhalbgeschossige, sechsachsige Traufenhaus wurde im Jahr 1722 errichtet. Die beiden äußeren Achsen sind durch ein Portal, Putznutung, Lisenen und Putzspiegel betont. Fünf spitzgieblige Gauben sind im Satteldach zu sehen. Vorgängerbau des Hauses war das mittelalterliche Archidiakonat, von dem Reste im Keller und im Kemladen erhalten sind.
Im Haus wohnte auch Stadtbaumeister Ernst von Haselberg; an ihn erinnert eine Gedenktafel.
Das Haus im Kerngebiet des von der UNESCO als Weltkulturerbe anerkannten Stadtgebietes des Kulturgutes „Historische Altstädte Stralsund und Wismar“ ist in die Liste der Baudenkmale in Stralsund eingetragen.